# 北京城市副中心行政办公区
39°54′06″N 116°43′07″E / 39.9016°N 116.7185°E

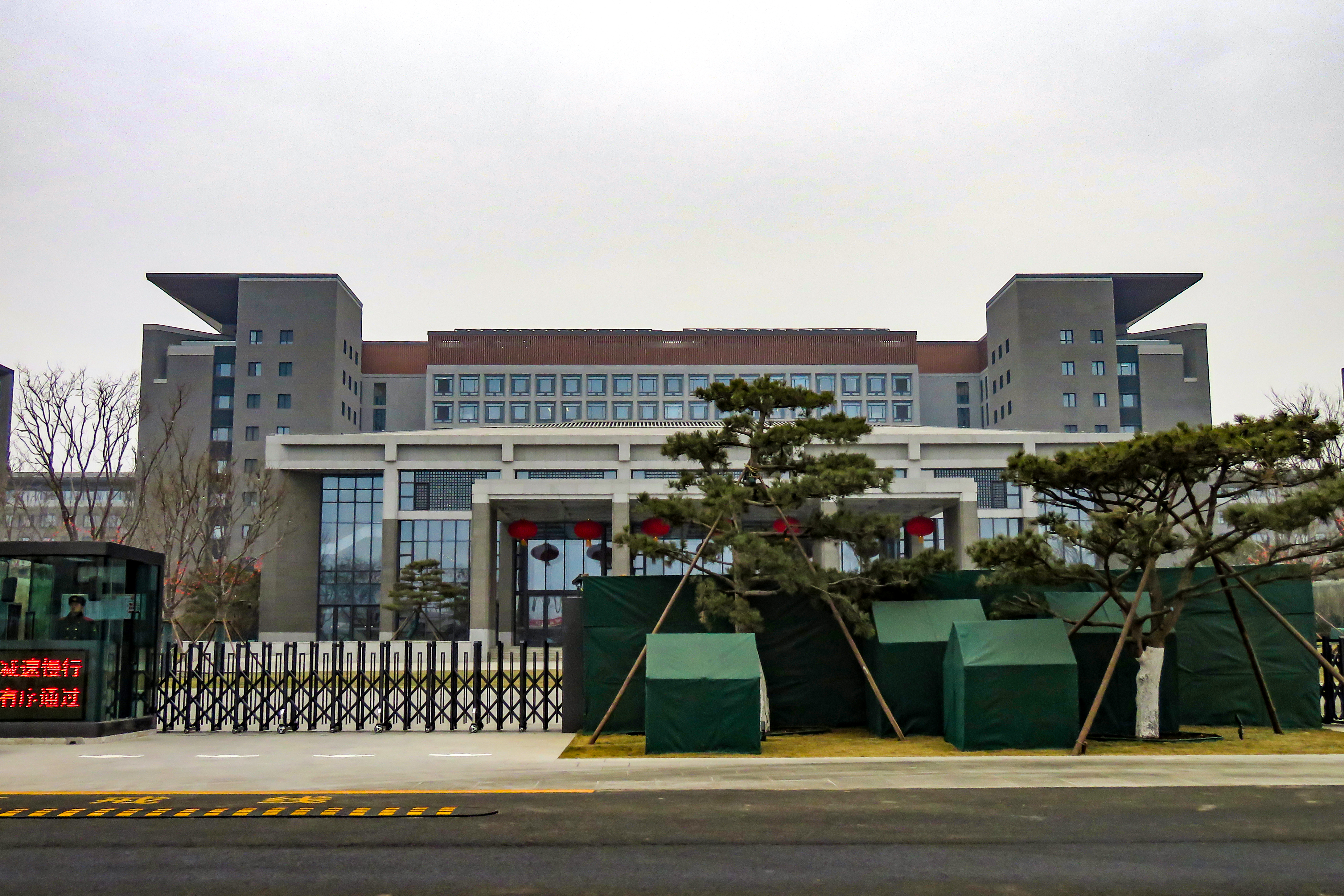
北京市人民政府新址

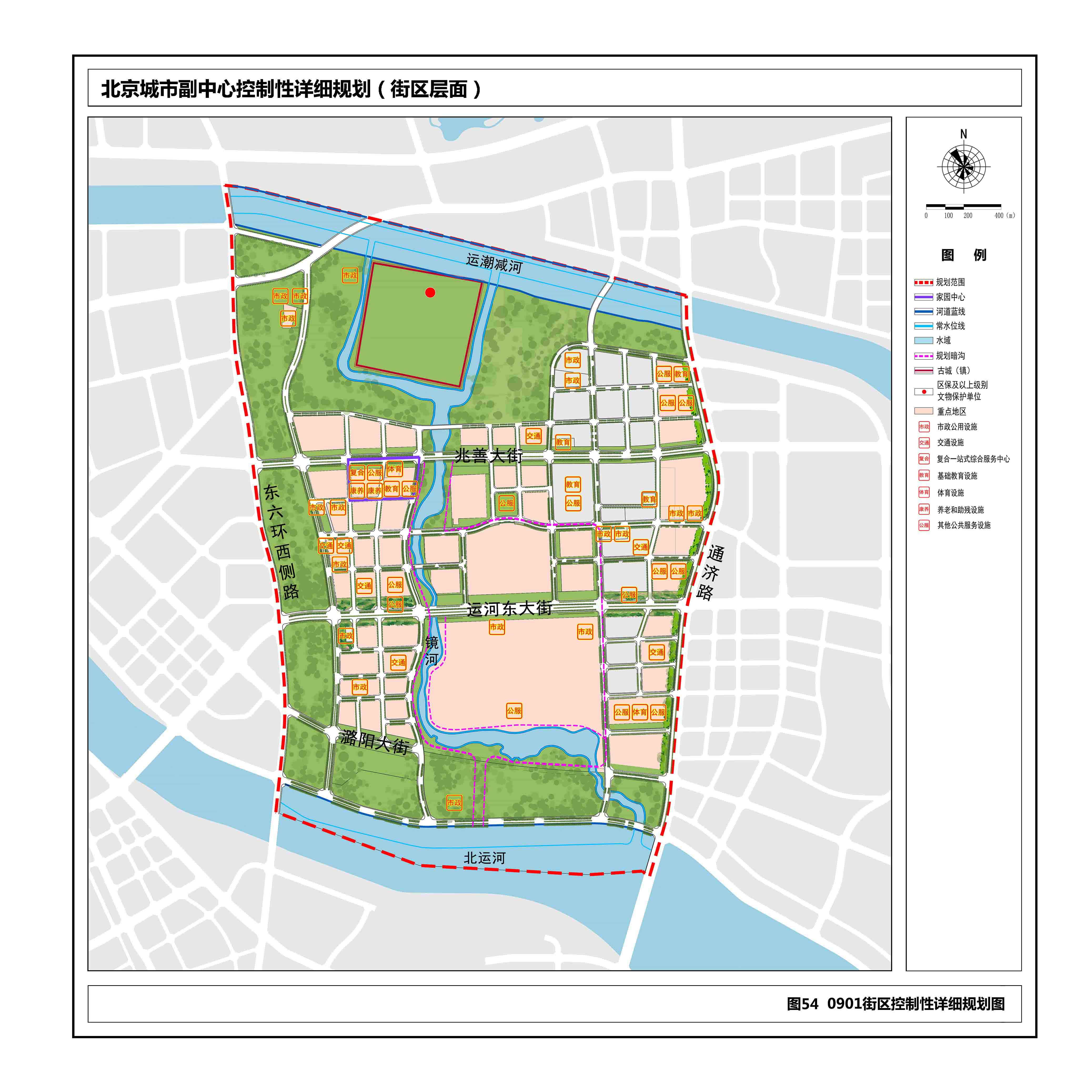
北京城市副中心行政办公区周围规划（《北京城市副中心控制性详细规划（街区层面）（2016年—2035年）》 0901街区规划图则）

北京城市副中心行政办公区是北京城市副中心的四个功能节点之一，位于北京市通州区潞源街道北运河北岸（副中心控制性规划0901组团），主要疏解容纳北京市级党政机关和市属行政事业单位等非首都职能，以满足北京作为首都城市的战略定位。2019年1月11日，北京市级行政中心（包含北京市级四大班子及下属部门）正式迁入副中心行政办公区。

## 建设历程
《北京城市总体规划（1991年-2010年）》将通州定位为卫星城。《北京城市总体规划（2004年－2020年）》中提出不在旧城安排大型行政办公设施、要迁出部分行政办公设施，而规划的通州新城的职能之一便是中心城行政办公的补充配套区。2012年6月，在中国共产党北京市第十一次代表大会上，时任中共中央政治局委员、中共北京市委书记刘淇首次提出要落实聚焦通州战略、打造功能完备的城市副中心，其中功能之一便是政治文化中心功能承载区。
2015年12月，北京城市副中心行政办公区举行了奠基仪式。2017年1月起，各主要建筑陆续完成主体结构封顶，至2018年已基本建成。
2016年，在行政办公区的建设过程中，于行政办公区北侧发现了通州建置起源的路县故城遗址，共发掘了1092座古墓和一座汉代古城。
2017年9月，中共中央、国务院批复同意《北京城市总体规划（2016年－2035年）》，2018年12月，中共中央、国务院批复同意了《北京城市副中心控制性详细规划（街区层面）（2016年－2035年）》，确立了北京城市副中心的行政办公职能，要求塑造包含行政办公风貌区在内的六大城市风貌区。
2018年12月，部分北京市级机关开始迁往副中心行政办公区办公。2019年1月11日，北京市级行政中心正式迁入北京城市副中心行政办公区，北京市委、市政府、市人大常委会、市政协分别举行了揭牌仪式。至此，北京市级机关第一批搬迁完成了35个部门、165家单位的主体搬迁，包括四大班子下属的相关部门约1.2万人已经正式迁入城市副中心办工。之后还将进行行政办公区二期工程的建设。同日，通州区四大班子也一齐迁入北京城市副中心行政办公区办公。1月12日，作为北京市委市政府的派出机构和市委市政府城市副中心建设领导小组的下属组织，中共北京市委城市副中心工作委员会、北京城市副中心管理委员会于副中心行政办公区通州区委区政府新址挂牌成立，与通州区委区政府合署办公。
2023年末，包括北京市教育委员会的一些部门迁入副中心行政办公区。

## 办公部门

### 市级党政机关

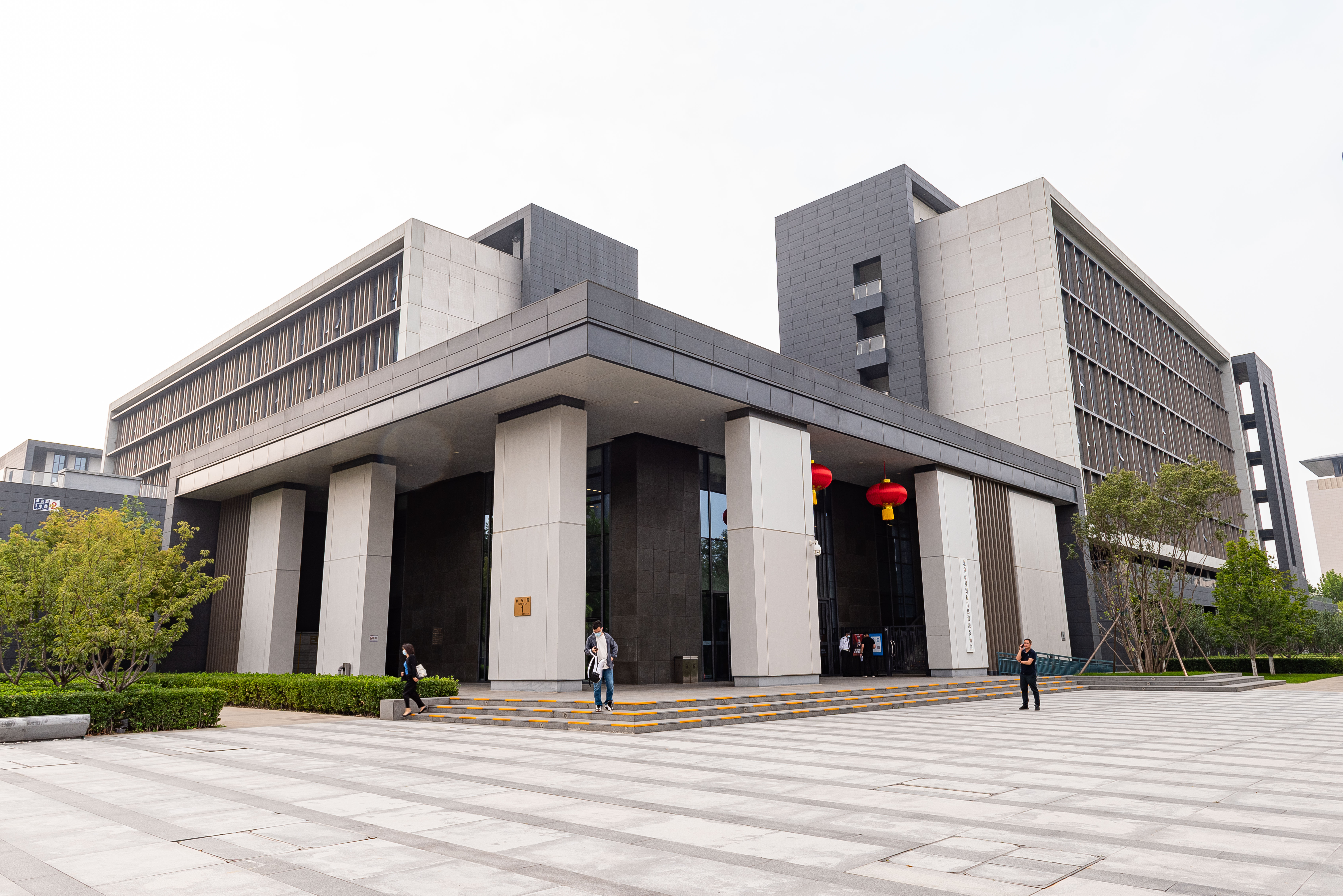
北京市规划和自然资源委员会

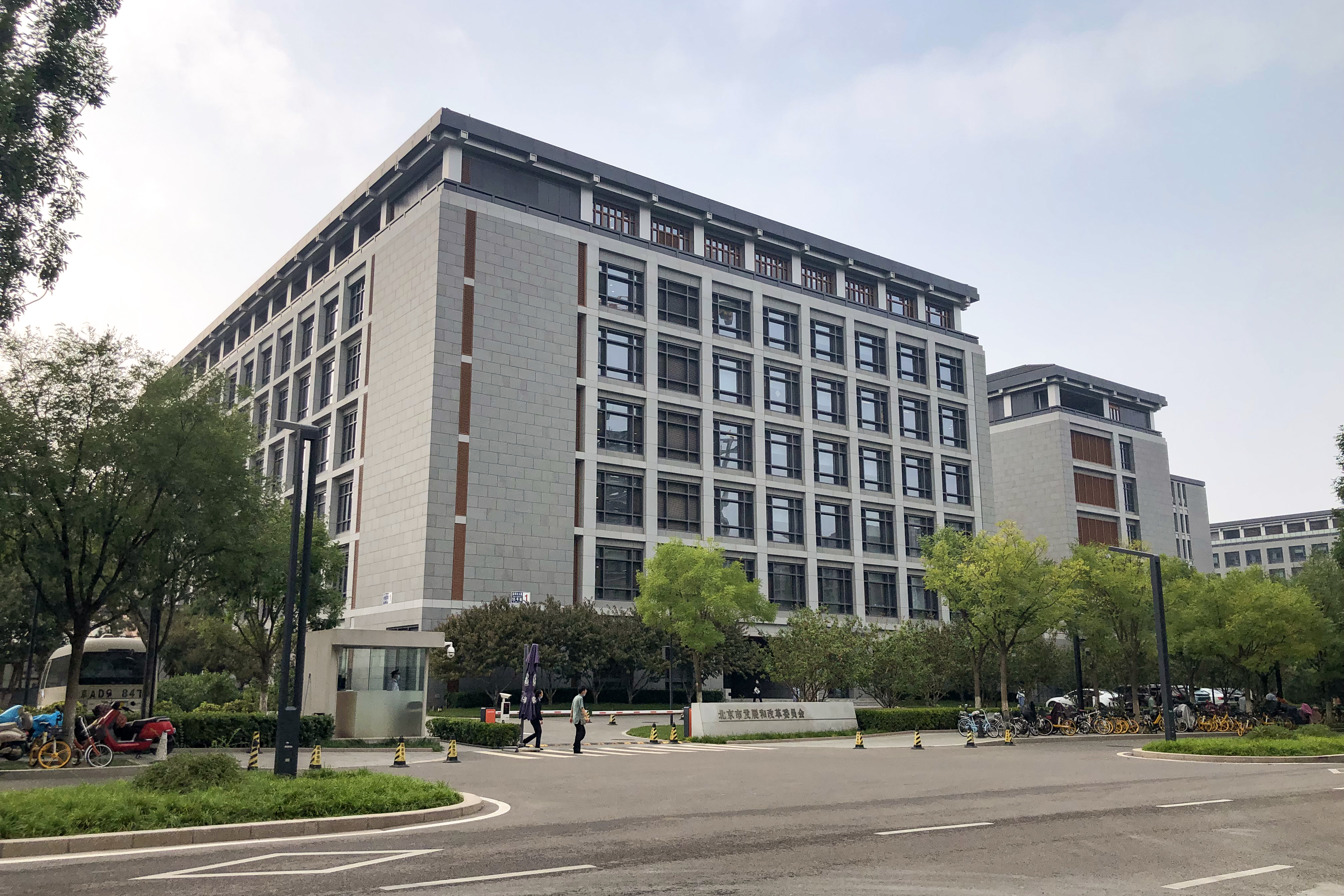
北京市发展和改革委员会

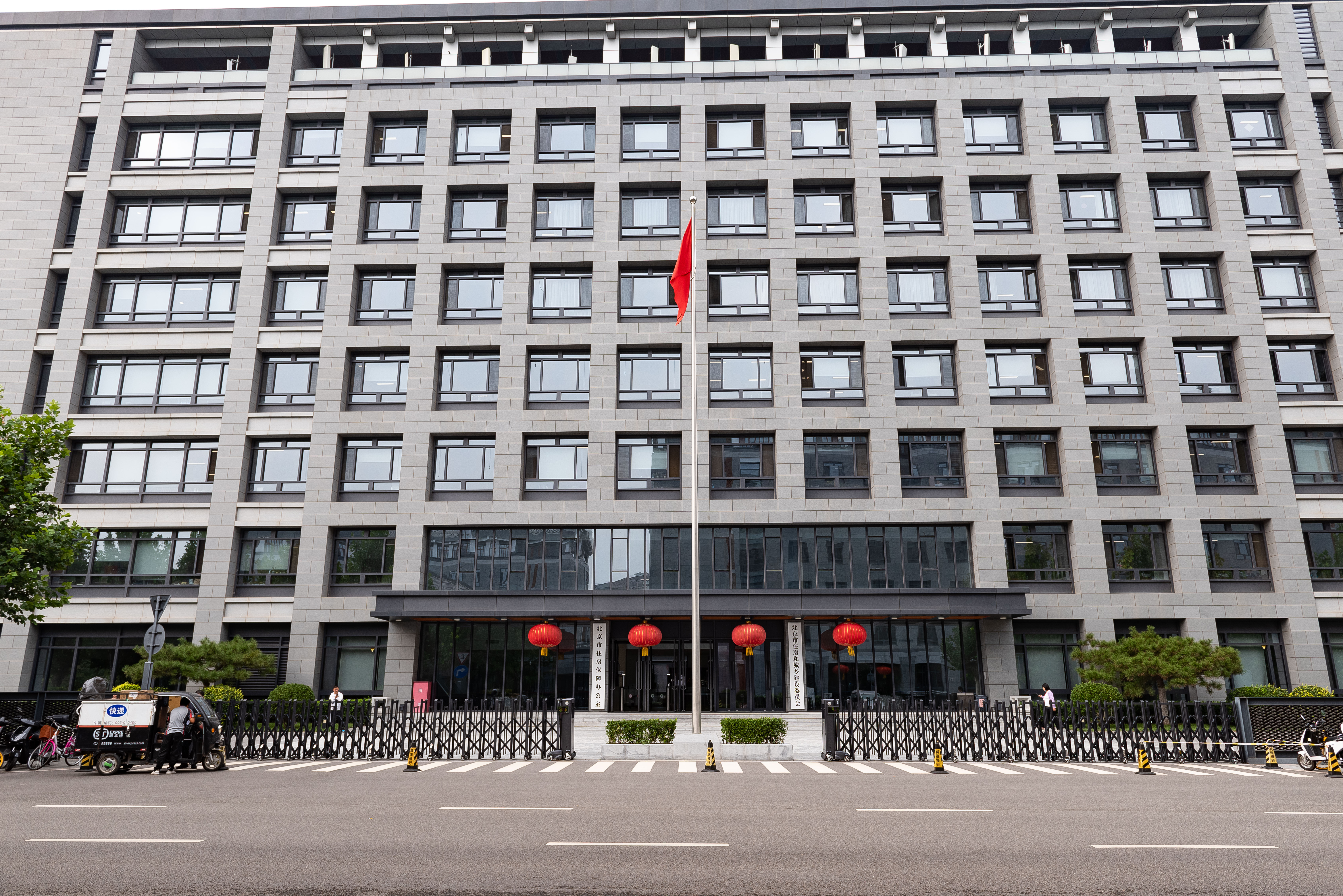
北京市住房和城乡建设委员会

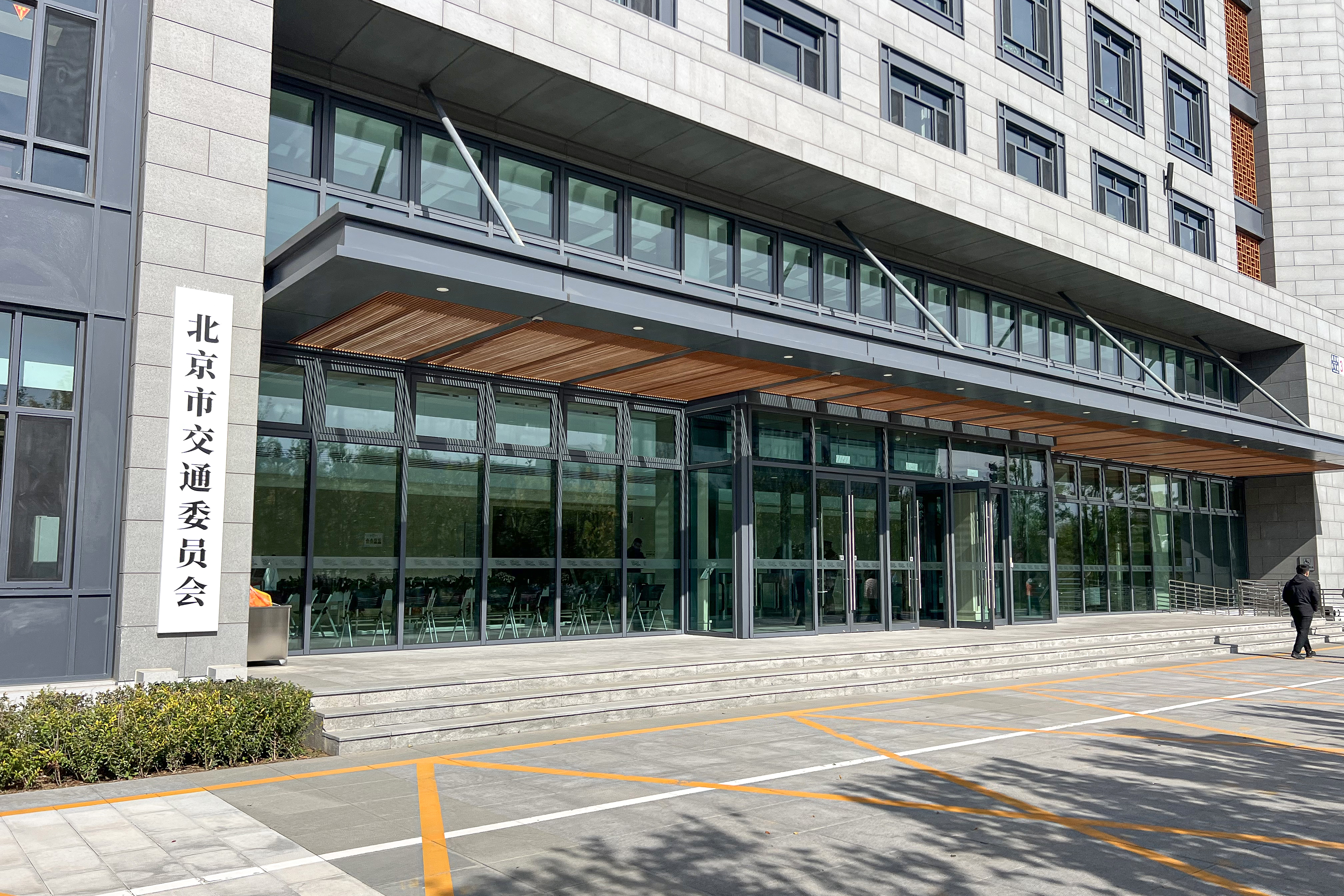
北京市交通委员会

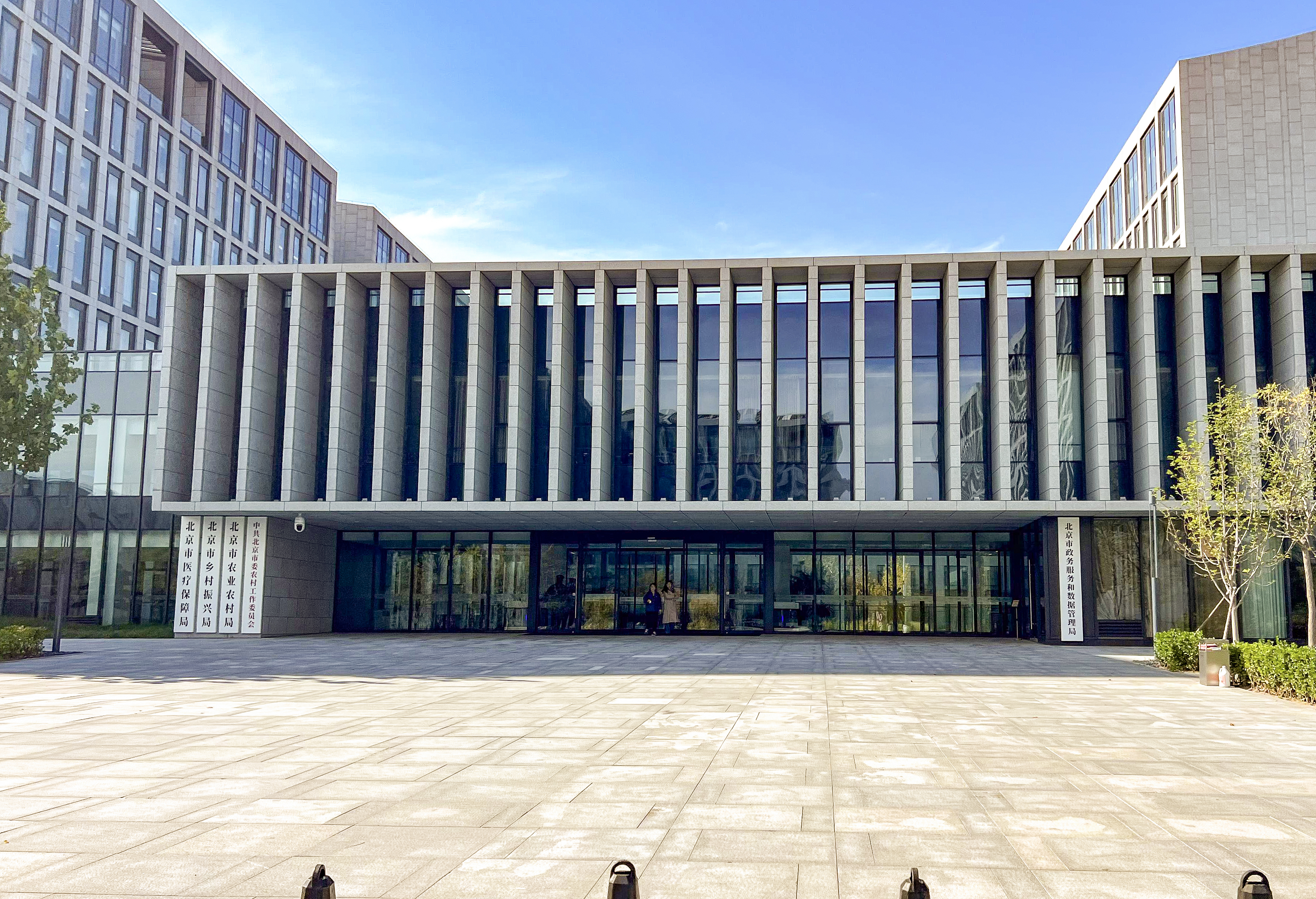
北京市农业农村局和北京市医疗保障局

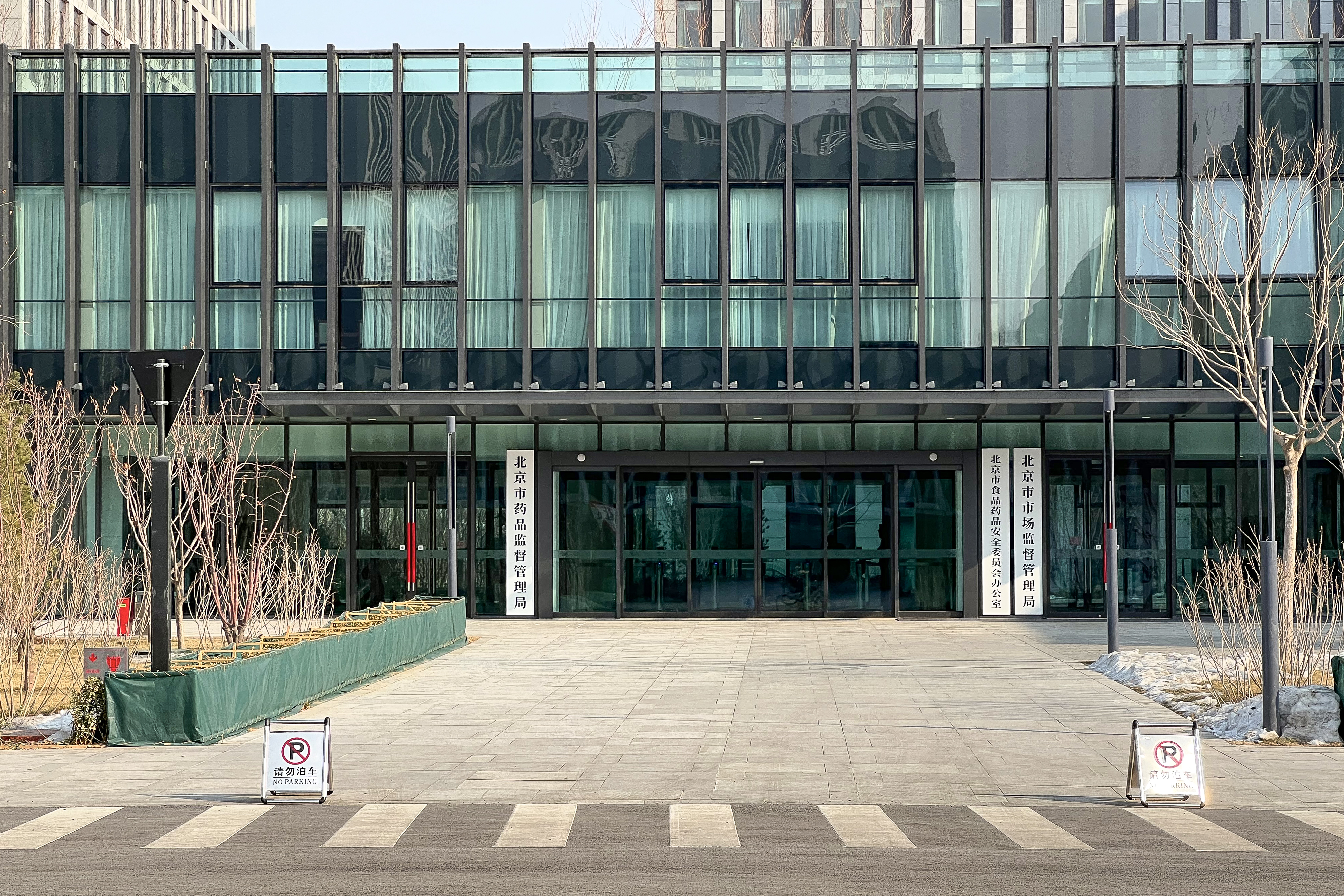
北京市市场监督管理局

中共北京市委、市人大常委会、市政协办公区于运河东大街南侧呈北、东、西品字形排列，市政府办公区位于市委办公区北侧，市委、市政府办公区间为一个广场，运河东大街以下穿形式通过。市委、市政府办公楼采用了坡屋顶、四合院、山水园林等中国风元素。
另有部分委办局入驻行政办公区以外的宋庄六合村办公区。
- 中国共产党北京市委员会[14]（运河东大街56号）
  - 中共北京市委办公厅（运河东大街56号院）
  - 中共北京市委宣传部[21]（运河东大街56号院）
  - 中共北京市委直属机关工作委员会（运河东大街56号院5号楼）
  - 中共北京市委台湾工作办公室（北京市人民政府台湾事务办公室，运河东大街56号院7号楼）
  - 中共北京市委机构编制委员会办公室（运河东大街56号院）
  - 首都精神文明建设委员会办公室（运河东大街56号院4号楼）
  - 北京市人才工作局（运河东大街56号院）
  - 北京市保密局
  - 中共北京市委网络安全和信息化委员会办公室（留庄路4号院1号楼[22]）
- 北京市人民代表大会常务委员会（清风路33号）
- 北京市人民政府[23]（运河东大街57号）
  - 北京市人民政府办公厅（运河东大街57号）
  - 北京市发展和改革委员会[24]（运河东大街55号）
  - 北京市科学技术委员会[25]（北京市外国专家局，运河东大街57号院1号楼）
  - 北京市司法局[26]（运河东大街57号6号楼）
  - 北京市财政局[27]（承安路3号）
  - 北京市规划和自然资源委员会（首都规划建设委员会办公室，承安路1号）
  - 北京市住房和城乡建设委员会[28]（北京市住房保障办公室，达济街9号）
  - 北京市商务局[29]（北京市人民政府口岸办公室，运河东大街57号院5号楼）
  - 北京市应急管理局、北京煤矿安全监察局[30]（运河东大街57号院4号楼）
  - 北京市人民政府外事办公室（运河东大街57号）
  - 北京市机关事务管理局（宏安街9号）
  - 北京市扶贫协作和资源合作工作领导小组办公室
  - 北京市粮食和物资储备局[31]（运河东大街57号院6号楼）
  - 北京市文化和旅游局（留庄路1号院1号楼）
  - 北京市水务局（留庄路1号院2号楼）[32]
  - 北京市人民政府国有资产监督管理委员会（留庄路2号院1号楼）
  - 北京市审计局（留庄路2号院2号楼）
  - 北京市经济和信息化局[33]（北京市无线电管理局、北京市大数据管理局、北京市国防科学技术工业办公室，最初在运河东大街57号院5号楼，2024年1月迁往留庄路3号院1号楼[34]）
  - 北京市生态环境局（留庄路3号院2号楼）
  - 北京市民政局（留庄路4号院2号楼）
  - 北京市农业农村局（北京市乡村振兴局，留庄路5号院1号楼）
  - 北京市医疗保障局、北京市政务服务和数据管理局（留庄路5号院2号楼）
  - 北京市市场监督管理局（留庄路6号院1号楼）[35]
  - 北京市药品监督管理局（留庄路6号院2号楼）[36]
  - 北京市卫生健康委员会（达济街6号院1号楼）[37]
  - 北京市教育委员会（达济街6号院2号楼）
  - 北京市交通委员会（达济街6号院3号楼）
- 中国人民政治协商会议北京市委员会（临镜路6号）

### 市级群团组织
- 北京市总工会（运河东大街56号院）
- 中国共产主义青年团北京市委员会（运河东大街56号院6号楼）
- 北京市妇女联合会[38]（运河东大街56号院7号楼）

### 区级党政机关
- 中国共产党北京市通州区委员会（与中共北京市委城市副中心工作委员会合署办公，胡各庄大街9号）
- 北京市通州区人民代表大会常务委员会（胡各庄大街9号）
- 北京市通州区人民政府（与北京城市副中心管理委员会合署办公，胡各庄大街9号）
- 中国人民政治协商会议北京市通州区委员会（胡各庄大街9号）

## 交通

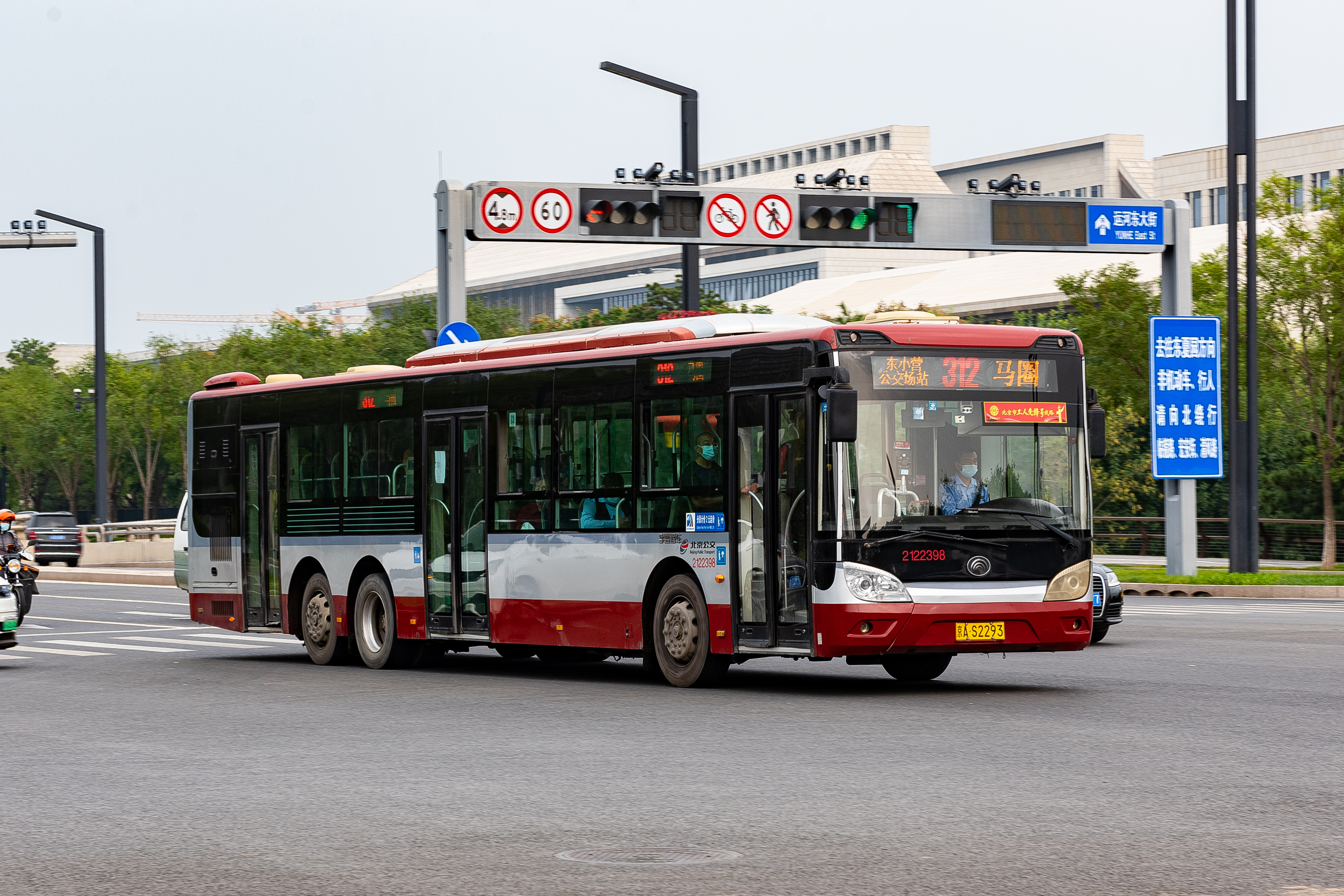
途经东夏园和郝家府的312路行驶在运河东大街

北京城市副中心行政办公区位于北京地铁北京地铁6号线郝家府站、东夏园站之间，紧邻建设中的北京城市副中心交通枢纽，交通便利。附近有北京东六环路，可通过运河东大街-运河西大街-通朝大街-广渠路直抵北京中心城区。